# Alkinoos
Alkinoos (stgr. Ἀλκίνοος 'Potężny Umysł' od ἀλκή 'siła, potęga' i νόος 'umysł') – w mitologii greckiej król Feaków mieszkających na wyspie Scherii. Wnuk Posejdona, syn Fajaksa lub Nausitoosa, brat Lokrosa, małżonek królowej Arete i ojciec Nauzyki.
Z żoną Arete miał pięciu synów i córkę Nauzykaę. Wyspa, na której żyli, nazwana u Homera Scheria, to prawdopodobnie Korkyra. Mieszkali w pałacu, cieszyli się poważaniem  i miłością ludu. Alkinoos przyjął gościnnie powracającego spod Troi Odyseusza i wyprawił go na Itakę, za co z wszystkimi mieszkańcami wyspy został zamieniony przez Posejdona w skały.
Był arbitrem w sprawie Medei podczas wyprawy argonautów. Ojciec Medei, Ajetes wysłał grupę Kolchów  w celu sprowadzenia Medei do domu. Spotkali się oni z argonautami i z Medeą na dworze Alkinoosa. Alkinoos zdecydował, że zwróci Medeę ojcu pod warunkiem, że jest ona jeszcze dziewicą, w przeciwnym razie zostanie ona z Jazonem. Arete doprowadziła do szybkiego ślubu młodych i w ten sposób Medea została uratowana przed karą. 